# Пшесекі
Пшесекі (пол. Przesieki, нім. Wiesental) — село в Польщі, у гміні Кшиж-Велькопольський Чарнковсько-Тшцянецького повіту Великопольського воєводства.
Населення — 67 осіб (2011).
У 1975-1998 роках село належало до Пільського воєводства.

## Демографія
Демографічна структура станом на 31 березня 2011 року:
|          | Загалом | Допрацездатний вік | Працездатний вік | Постпрацездатний вік |
| -------- | ------- | ------------------ | ---------------- | -------------------- |
| Чоловіки | 30      | 3                  | 19               | 8                    |
| Жінки    | 37      | 8                  | 18               | 11                   |
| Разом    | 67      | 11                 | 37               | 19                   |